# Atrichum cylindricum
Atrichum cylindricum là một loài Rêu trong họ Polytrichaceae. Loài này được (Willd. ex F. Weber) G.L. Sm. mô tả khoa học đầu tiên năm 1977.